# Desbloqueig del carregador d'arrencada

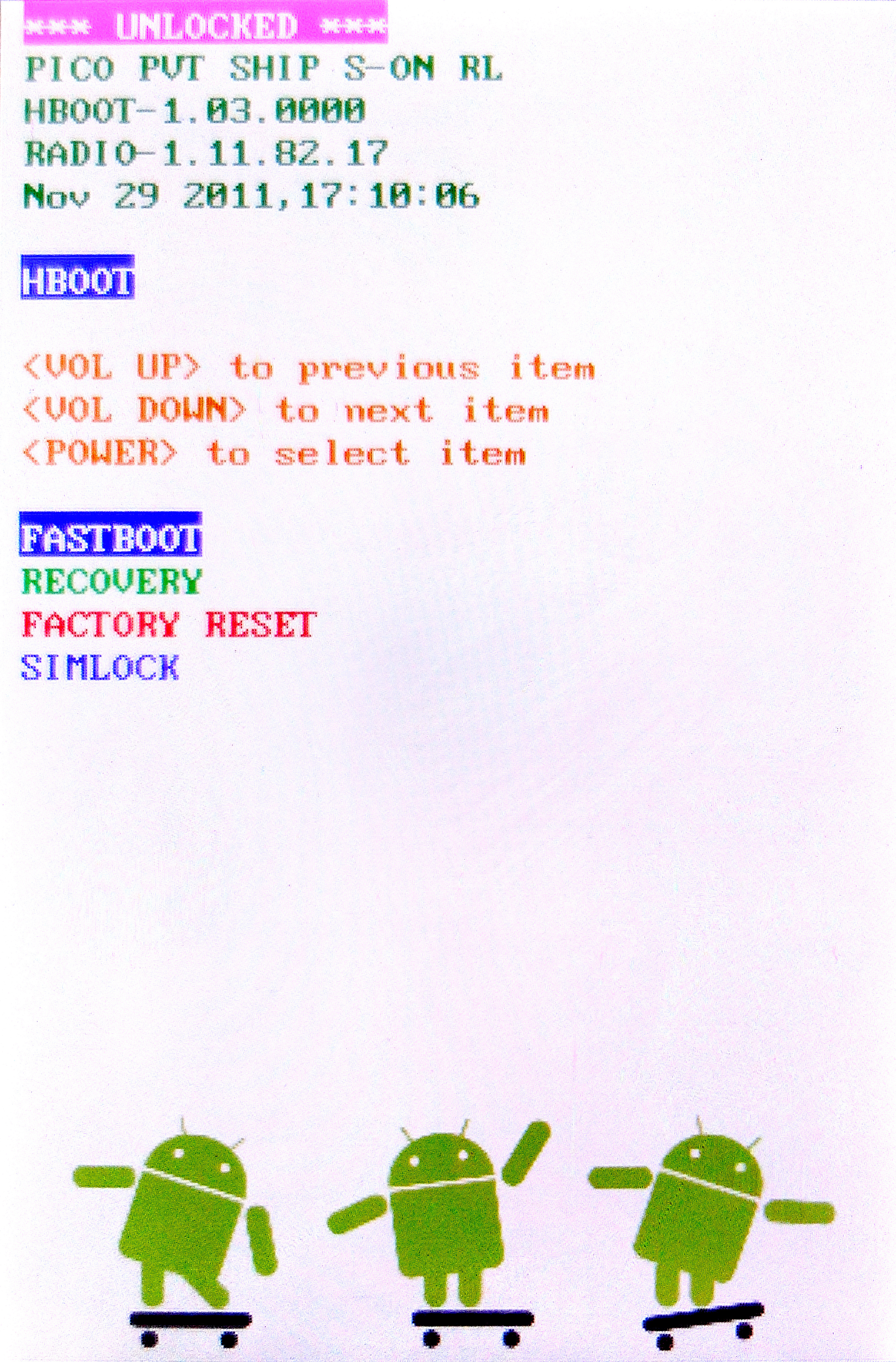
Un carregador d'arrencada desbloquejat, que mostra opcions addicionals disponibles

El desbloqueig del carregador d'arrencada és el procés de desactivació de la seguretat del carregador d'arrencada que fa possible l'arrencada segura. Pot fer possibles personalitzacions avançades, com ara instal·lar un microprogramari personalitzat. Als telèfons intel·ligents, pot ser una distribució d'Android personalitzada o un altre sistema operatiu mòbil. Alguns carregadors d'arrencada no estan bloquejats en absolut, d'altres es poden desbloquejar mitjançant una comanda estàndard, d'altres necessiten ajuda del fabricant. Alguns no inclouen un mètode de desbloqueig i només es poden desbloquejar mitjançant un exploit de programari.
El desbloqueig del carregador d'arrencada també es fa amb finalitats forenses mòbils, per extreure proves digitals de dispositius mòbils, utilitzant eines com Cellebrite UFED.

## Rerefons
El desbloqueig del carregador d'arrencada normalment anul·la qualsevol garantia i pot fer que el dispositiu sigui susceptible al robatori de dades. Als Chromebooks, activar el mode de desenvolupador fa que el sistema sigui menys segur que un ordinador portàtil estàndard amb Linux. El desbloqueig del carregador d'arrencada pot provocar la pèrdua de dades als dispositius Android i ChromeOS, ja que és impossible fer una còpia de seguretat d'algunes dades sense permís d'arrel.
Sascha Segan de PCMag va considerar un carregador d'arrencada bloquejat com un error al telèfon Qualcomm Snapdragon Insiders, que està dirigit a usuaris avançats.

## Plataformes

### Android
El desbloqueig del carregador d'arrencada es fa normalment durant el procés per obtenir accés root.
Desbloqueig del carregador d'arrencada d'Android a partir del 2023
| Fabricant   | Nivell de dificultat | Mètode |
| ----------- | --- | --- |
| Google      | Fàcil (no Verizon) Impossible (Verizon) | Línia d'ordres (variant desbloquejada, no restringida a l'operador i variants que no són de Verizon quan es paga completament) |
| Samsung     | Fàcil (fora d'Amèrica del Nord) Impossible (Amèrica del Nord)                                                                                              | Configuració de desenvolupament (excepte les variants d'Amèrica del Nord) |
| OnePlus     | Fàcil (no T-Mobile) Mitjà (T-Mobile) | Línia d'ordres, excepte a les variants de T-Mobile EUA on es necessita un codi de desbloqueig |
| Xiaomi      | Difícil/Impossible | Afegiu un compte Mi, sol·licitar el codi mitjançant el programari Només per a Windows, espereu fins a un mes (limitat a un dispositiu al mes). En dispositius amb sistema Mediatek en xip, és fàcil amb una eina de tercers anomenada MTKClient |
| Sony        | Mitjana | Línia d'ordres, sol·licitar el codi al lloc web de Sony |
| Fairphone   | Mitjana | Línia d'ordres, sol·licitar el codi al lloc web de Fairphone |
| Motorola    | Mitjana | Línia d'ordres, sol·licitar el codi al lloc web de Motorola |
| Realme      | Mitjà-Dur | Línia d'ordres, després d'instal·lar l'aplicació de prova en profunditat i enviar una sol·licitud per fer proves en profunditat. |
| Res         | Fàcil | Línia d'ordres |
| Huawei      | Impossible, perquè els serveis de desbloqueig estan tancats                                                                                                | N/D |
| OPPO        | Impossible (s'eliminen els binaris Fastboot) | N/D |
| HMD - Nokia | Impossible | N/D |
| viu         | impossible | N/D |
| LG          | Impossible, a causa del tancament dels serveis de desbloqueig, només els models de les sèries G i V a partir del 2015 es van veure afectats, inclòs Velvet | N/D |
| Tecno       | Fàcil | Línia d'ordres |
| Infinix     | Impossible | N/D |
| TCL         | Impossible | N/D |